# 中川铁路
中川铁路，又称兰州至中川机场城际铁路，全线位于甘肃省兰州市，是一条连接兰州市区与中川机场的国铁I级电气化铁路。

## 概述
中川铁路是蘭張高速鐵路最先开工的一段，也是中国“八纵八横”高速铁路网规划中京兰通道的组成部分。线路全长60公里，其中兰州西至福利区初期利用既有兰新铁路，福利区至中川机场为新建铁路，全长48.2公里，投资超过91亿元人民币，兰州西至福利区增建三四线将于2024年9月6日开通运营，届时全线将实现与兰新线普高分离运行。全程共设6站，在兰州西站可换乘地铁1、2号线，陈官营可换乘地铁1号线。通车后，从兰州到中川机场只需要20分钟。
线路于2010年12月27日举行开工仪式，但并未实际动工。2012年12月21日，再次举行开工仪式。2015年9月15日启动联调联试，9月30日正式开通运营。
2018年4月27日起线路开行普速列车，列车运营区间为兰州至兰州新区，每逢周五、周日和小长假、黄金周开行，主要为兰州新区附近高校的学生服务。
2018年6月8日，线路预留车站西固站启用。9月1日，兰州西至福利区段开工建设。
2019年9月12日，兰中城际铁路开通“铁路e卡通”业务。
2019年10月18日，兰州局集团实施新的冬季列车运行图，中川城际动车组开行密度进一步加大，周一至周四每天公交化开行往返56趟动车，周五至周日每天公交化开行多达60趟，平均每趟运行时间间隔30分钟。
2020年1月8日，线路预留车站福利区站启用。
2021年10月，因2019冠状病毒病甘肃省疫情，多趟兰州至中川机场方向的城际列车暂停运营，至10月29日列车全部停运，直至11月21日全面恢复。
2022年3月4日，国铁集团对新建中卫至兰州高速铁路工程相关线路、车站名称作出明确，中兰客专引入兰州枢纽工程正线纳入既有中川线体系，中川铁路起点由福利区站变更为兰州西站。4月22日，银兰高铁中兰段引入中川线树屏站启用。6月17日，既有兰新线拨接至陈官营高速场，为陈官营普速场提供施工空间。12月29日，银兰高铁中兰段正式通车，中川铁路开始运营银兰高铁跨线动车组列车。
2023年10月11日，为配合中兰客专引入兰州枢纽工程施工，福利区站临时关闭并停办客运业务。
2024年3月21日，陈官营普速场建成投入使用。6月29日，兰张高铁兰武段正式通车，中川铁路开始与兰张高铁运营直通动车组列车。7月1日，经改造后的福利区站恢复办理客运业务。9月6日，中川铁路兰州西至福利区段开通运营，中川铁路正式全线贯通。
2025年3月20日，随着中川机场T1、T2航站楼关闭，T3航站楼启用，中川机场站停办客运业务，列车经机场环线进入中川机场东站办理客运业务。

## 车站
全线均位于甘肃省兰州市境内。
| 中川铁路 |          |      |                                    |               |                      |      |
| 车站名称 | 所在区域 | 里程 | 换乘交通                           | 开通日期      | 城市轨道交通换乘路线 | 备注 |
| 兰州西   | 七里河区 | 0    | 兰新铁路 兰新客运专线 徐兰高速铁路 | 2024年9月6日  | █ 兰州轨道交通1号线  |      |
| 陈官营   | 西固区   | 9    |                                    | 2024年9月6日  | █ 兰州轨道交通1号线  |      |
| 福利区   | 西固区   | 12   | 兰新铁路                           | 2015年9月30日 |                      |      |
| 西固     | 西固区   | 14   |                                    | 2015年9月30日 |                      |      |
| 黄羊头   | 安宁区   |      |                                    | 2015年9月30日 | 不办理客运业务       |      |
| 树屏     | 永登县   | 45   | 银兰高速铁路                       | 2015年9月30日 | 不办理客运业务       |      |
| 兰州新区 | 永登县   | 57   | 银兰高速铁路                       | 2015年9月30日 |                      |      |
| 中川机场 | 永登县   | 60   | 兰张高速铁路 兰州中川国际机场      | 2015年9月30日 |                      |      |